# Thomas Dold
Pour les articles homonymes, voir Dold.
Thomas Dold (né le 10 septembre 1984 à Wolfach, dans le Bade-Wurtemberg) est un athlète allemand pratiquant des sports extrêmes. Il est à ce jour l'un des meilleurs tower runners du monde (victoires au Building Run Up) et un recordman de course à reculons. Il est membre de l'équipe nationale d'Allemagne de course en montagne et a déjà établi quelques records du monde en course à reculons.
Il a notamment remporté par cinq fois, en 2006,2007,2008,2009 et en 2011, le Building Run Up dont l'épreuve consiste à gravir le plus vite possible les marches de l’Empire State Building, alors que sa première participation ne remonte qu'à 2005.

## Victoires notoires
- 2004, 2005 : vainqueur du Championnat allemand de course à reculon
- 2004 : vainqueur du Uptown Run Up de Munich
- 2005 : deuxième place au Building Run Up de New York
- 2006 : double champion du monde en course à reculons sur 400 et 3000 mètres
- 2006 : vainqueur du Donauturm Run Up de Vienne
- 2006 : vainqueur du Sky Run de Berlin
- 2006 : vainqueur du Building Run Up
- 2007 : vainqueur du Building Run Up (6 février)

## Records du monde
- 2003 : course à reculons sur 1000 mètres
- 2004 : course à reculons sur 800 mètres
- 2004 : course à reculons sur un mile
- 2005 : course à reculons sur 400 mètres
- 2006 : course à reculons sur 1500 mètres
- 2006 : course à reculons sur 3000 mètres